# Ilsat Toglokowitsch Achmetow
Ilsat Toglokowitsch Achmetow (russisch Ильзат Тоглокович Ахметов; kirgisisch Илзат Тоглокович Ахметов, englisch Ilzat Toglokovich Akhmetov; * 31. Dezember 1997 in Bischkek, Kirgisistan) ist ein russischer Fußballspieler uigurischer Abstammung. Der Mittelfeldspieler spielt seit der Saison 2022/23 für den Erstligisten FK Krasnodar und ist seit März 2019 russischer Nationalspieler.

## Karriere

### Verein
Achmetow wurde in Kirgisistan als Sohn uigurischer Eltern geboren und begann mit dem Fußballspielen in seiner Heimatstadt bei Alga Bischkek. Mit elf Jahren zog er mit seiner Familie nach Russland, wo er in der Fußballakademie Konopljow in Toljatti spielte. Im Jahr 2013 wechselte er in die Jugendabteilung von Rubin Kasan. Am 18. Juli 2014 debütierte er für die Reservemannschaft Rubin-2 Kasan bei der 0:5-Auswärtsniederlage gegen den FC Syzran-2003. Sein Debüt in der ersten Mannschaft gab er am 24. September beim 2:0-Pokalsieg gegen Lutsch-Energija Wladiwostok. Sein Ligadebüt bestritt er am 20. Oktober beim 5:0-Heimsieg gegen Mordowija Saransk. In seiner ersten Saison 2014/15 kam er zu neun Ligaeinsätzen. In den folgenden Jahren kam er nur sporadisch für die Profimannschaft zum Einsatz. Nachdem sich Rubin Kasan im Frühjahr 2018 in ein privates Unternehmen umwandelte, mussten sämtliche Spieler und Funktionäre der Mannschaft neue Verträge unterschreiben. Achmetow lehnte ein Vertragsangebot ab und blieb bis zum Ende der Spielzeit 2017/18 bei unter Vertrag, war jedoch ab April ohne Spielerlaubnis und wurde außerdem vom Verein suspendiert.
Am 26. Juli 2018 wechselte Ilsat Achmetow ablösefrei zum Ligakonkurrenten ZSKA Moskau, wo er einen Vierjahresvertrag unterzeichnete. Sein Ligadebüt bestritt er am 31. Juli beim 0:0-Unentschieden gegen Krylja Sowetow Samara, als er in der Schlussphase der Partie für Fjodor Tschalow eingewechselt wurde. Beim Hauptstadtklub stieg er sofort in seiner ersten Saison 2018/19 zum Stammspieler auf. Er kam in 26 von 30 Ligaspielen zum Einsatz. Am 1. September 2019 (8. Spieltag) erzielte er beim 2:1-Auswärtssieg gegen Arsenal Tula seinen ersten Treffer im Trikot der Hauptstädter.

### Nationalmannschaft
Ilsat Achmetow repräsentierte Russland in verschiedenen Juniorenauswahlen. Am 21. März 2019 debütierte er in der russischen A-Nationalmannschaft bei der 1:3-Auswärtsniederlage beim Qualifikationsspiel zur Europameisterschaft 2020 gegen Belgien.